# Área de conservación regional Bosques Secos del Marañón
El Área de conservación regional Bosques Secos del Marañón es un área protegida en el Perú. Se encuentra en el departamento de Cajamarca.
Fue creado el 12 de mayo de 2021, mediante Decreto Supremo N° 007-2021-MINAM. Tiene una extensión de 21 794.71 hectáreas.